# Greenville, Virginia
Greenville är en ort i Augusta County i delstaten Virginia, USA.